# Tsimanampetsotsameer
Het Tsimanampetsotsameer (Frans: Lac Tsimanampetsotsa) is een ondiep zoutmeer in Madagaskar, gelegen in de regio Atsimo-Andrefana. Het meer heeft een oppervlakte van 456 km². Het maakt onderdeel uit van het Nationaal park Tsimanampesotse en ligt nabij het Mahafaly-plateau. Verder is het meer een belangrijk moerasgebied en staat deze ook op de Ramsarlijst.
Ten westen van het meer bevinden zich slikken en de oostzijde van het meer wordt begrensd door kalksteenrotsen en talrijke grotten met ondergrondse zoetwatermeren en rivieren.